# Worneding
Worneding ist ein Gemeindeteil der Gemeinde Reichertsheim im oberbayerischen Landkreis Mühldorf am Inn.

## Lage
Die Einöde Worneding liegt 2 Kilometer nordöstlich von Reichertsheim. Sie liegt etwa 1,5 Kilometer nordwestlich der Bundesstraße B12 und lässt sich von dieser über 2,3 oder 3,7 Kilometer lange Straßenverbindungen erreichen.
Der Ort liegt etwa 800 Meter nördlich des Riedbacher Bachs, der über den Kagenbach  zur Isen entwässert.

## Bevölkerungsentwicklung

Worneding

In Worneding gab es 1871 insgesamt 14 Einwohner. Im Mai 1987 lebten dort vier Einwohner in einem Wohngebäude.
| Jahr      | 1871 | 1925 | 1950 | 1970 | 1987 |
| Einwohner | 14   | 8    | 9    | 3    | 4    |